# Chirotheke
Chirotheken (griechisch) sind eine Art Handschuhe.
Chirotheken finden sich schon im Altertum bei den westasiatischen Völkern, mitunter aus kostbarem Pelzwerk angefertigt, wie bei den Persern, Griechen und Römern (dort digitalia genannt). Im Mittelalter waren Chirotheken bei den meisten Kulturvölkern in Gebrauch.
Die zu den noch erhaltenen Krönungsinsignien gehörenden Chirotheken sind aus purpurfarbenen Seidenzendel zusammengenäht, außerhalb reich mit Laubzierat in Gold- und Perlstickerei mit kleinen emaillierten Goldblechen, innerhalb mit Goldzierat in romanischem Stil bedeckt.
Als Teil des geistlichen Ornats (mit gesticktem Kreuz) gehören die Chirotheken ausschließlich der abendländischen Kirche an und erscheinen als Würdenzeichen des Bischofs hier bereits im 6. Jahrhundert.